# Stanisław Bieliński (adwokat)
Stanisław Bieliński (ur. 1842 w Bernie) – doktor praw, adwokat, polityk.

## Życiorys
Urodził się w 1842 w Bernie. Studiował prawo na Uniwersytecie Lwowskim. Po wybuchu powstania styczniowego 1863 służył w kawalerii i był komisarzem policji narodowej dzielnicy II we Lwowie. W marcu 1863 udawał się do oddziału Leona Czechowskiego i został aresztowany. Po odzyskaniu wolności przystąpił do oddziału Jana Żalplachty Zapałowicza i brał udział w bitwach pod Tyszowcami i bitwie pod Tuczępami. Potem służył pod rozkazami gen. Józefa Wysockiego i uczestniczył w bitwie pod Radziwiłowem.
Od około 1872 jako doktor praw był adwokatem krajowym w Sanoku, od około 1873 do około 1877 przy tamtejszym C. K. Sądzie Powiatowym w okręgu przemyskiego C. K. Sądu Obwodowego. Został dyrektorem Towarzystwa Zaliczkowego w Sanoku (zatwierdzonego 24 września 1872 i założonego z dniem 1 stycznia 1872). Był wybierany członkiem Rady c. k. powiatu sanockiego z grupy większych posiadłości: w kadencji około 1870-1874 (wówczas był członkiem wydziału powiatowego), następnie był członkiem Rady w kadencji w latach 1874-1877 oraz w latach około 1877-1881. W 1875 został wybrany do Rady Miejskiej w Sanoku. 19 kwietnia 1877 został wybrany dyrektorem Towarzystwa Zaliczkowego w Sanoku (zarejestrowanego 6 sierpnia 1877). Został wybrany posłem na Sejm Krajowy Galicji IV kadencji (1877-1882) w IV kurii w okręgu Sanok-Rymanów-Bukowsko. W okresie pełnienia mandatu posła był zastępcą członka C. K. Wydziału Krajowego we Lwowie. Był syndykiem Wydziału Krajowego.
W październiku 1877 został przeniesiony z Sanoka do Lwowa z dniem 1 listopada 1877. Na posiedzeniu Rady Miejskiej w Sanoku 8 listopada 1877 przyjęto jego rezygnację z mandatu. Na początku stycznia 1878 został wpisany na listę adwokatów we Lwowie. Od tego czasu do około 1893 był w składzie Izby Adwokackiej i Senatu Dyscyplinarnego w obrębie C. K. Sądu Krajowego we Lwowie, w tym od około 1882 także członkiem wydziału Izby Adwokatów. Następnie, od około 1893 do 1914 pozostawał wyłącznie adwokatem w obrębie C. K. Sądu Krajowego we Lwowie. Był członkiem oddziału lwowskiego C. K. Galicyjskiego Towarzystwa Gospodarskiego (około 1897/1898 także oddziału kałuskiego). 26 lutego 1914 otrzymał tytuł członka honorowego Związku Adwokatów Polskich we Lwowie, którego był założycielem i aktywnym członkiem
Według niektórych źródeł weteran powstania styczniowego dr Stanisław Junosza Bieliński zmarł 21 kwietnia 1893 został pochowany w kwaterze uczestników zrywu z 1863 na Cmentarzu Łyczakowskim we Lwowie (rząd XVI).